# Death metal
Death metal  é um subgênero do heavy metal. Tipicamente agrega guitarras com baixas afinações e muito distorcidas, tocadas com técnicas como palm muting e tremolo picking, vocais guturais, bateria tocada de maneira potente, uso de pedal duplo ou técnica de blast beat, tons menores ou atonalidade, ritmo rápido e mudanças abruptas de tempo. As letras das músicas de death metal podem abordar temas como a violência de filmes slasher, religião, satanismo, ocultismo, histórias de terror de Lovecraft, natureza, misticismo, mitologia, filosofia, ficção científica e política, e também podem descrever atos extremos como mutilação, dissecação, tortura, estupro, canibalismo e necrofilia.
Construído a partir da estrutura musical do thrash metal e da primeira onda do black metal, o death metal surgiu em meados da década de 1980. Bandas como Venom, Hellhammer, Celtic Frost e Kreator foram importantes influências para a criação do gênero. Possessed e Death,  junto a Obituary, Autopsy e Morbid Angel, são usualmente considerados os pioneiros do gênero. No fim dos anos 1980 e início dos anos 1990, o death metal ganhou mais atenção da mídia devido, também, às bandas estarem aliadas a gravadoras como Combat, Earache e Roadrunner. 0
Desde então o death metal se diversificou, gerando outros subgêneros. Melodic death metal combina elementos de death metal com os da New Wave of British Heavy Metal. Technical death metal é um estilo complexo, com compassos de tempo incomuns, ritmo atípico com harmonias e melodias não-usuais. Death/doom combina os vocais muito urrados e baterias de pedal duplo do death metal com o ritmo lento e atmosfera melancólica do doom metal. Deathgrind, goregrind e pornogrind juntam a complexidade do death metal com a intensidade, velocidade e brevidade do grindcore. Deathcore combina death metal com traços do metalcore. Death 'n' roll mistura vocais guturais e guitarras distorcidas de baixa afinação com elementos de hard rock e heavy metal clássico.

## Características do estilo
- O vocal gutural é uma das características mais notáveis das bandas de death metal. Os vocais normalmente em geral são guturais graves (podendo ter algumas variações para guturais agudos, o vocal scream), porém algumas bandas usam vocal rasgados como o Possessed.
- A bateria é mais cadenciada e faz uso intensivo da técnica de "Blast Beat" que emite um som semelhante ao de uma "metralhadora",ou então batida bate-estaca, similar a do Hardcore porém mais acelerada.
- Guitarras bem distorcidas e baixos com andamentos bem acelerados
- As letras das bandas do estilo possuem temas mórbidos relacionados com a morte, violência, filmes de terror, filosofia, batalhas épicas e outros.

## Origem do termo
A origem do termo death metal é controversa, assim como qual seria a primeira banda do gênero. Consta que a primeira aparição do termo foi numa entrevista com o Venom. Quando perguntados sobre que tipo de música tocavam, os membros do grupo responderam: "Nós somos black metal, death metal, thrash metal...". Uma outra aparição pioneira do termo foi a coletânea Death Metal (1984), lançada pela gravadora alemã Noise. Ela incluía canções do Helloween, Hellhammer e Running Wild. Também em 1984 o Possessed lançou sua demo denominada Death metal, antecessor do álbum Seven Churches, álbum clássico de 1985. O nome da demo vinha da música homônima que participava da demo mas assim como as outras três músicas da demo ficaram conhecidas com o lançamento do Cd no ano seguinte. Apesar disso, a banda se auto-intitulava thrash metal na época.
Em relação às bandas, na Europa o Bathory, o Sodom e Celtic Frost tomaram o termo para si. Nos Estados Unidos surgiam o Mantas (futuro Death) e o Master. A última tinha gravado um disco para a gravadora Combat em 1985; porém nunca foi lançado. Apesar disso, as demonstrações do Master foram bastante influentes no underground americano, assim como o Deathstrike, projeto paralelo do líder da primeira banda.

## História do death metal

### Anos 1980: A primeira geração
O death metal surgiu no início dos anos 1980, quando as bandas primordiais estavam sendo montadas, por volta de 1982 bandas como Hellhammer, Sodom, Possessed, Death e a brasileira Vulcano estavam iniciando suas atividades, a princípio o death metal tinha como influencias básicas o thrash metal praticado por bandas como Venom, Warfare, Atomkraft, Slayer, Voivod, Living Death, e o hardcore punk de bandas como GBH, Agnostic Front, Dissension, D.R.I. e Discharge. Em 1984 o Sodom lança o In The Sign Of Evil, um disco bem cru com uma sonoridade oscilando entre death metal e black metal. Em 1985, o Possessed Lança o Seven Churches grande clássico do gênero, considerado por muitos o primeiro álbum de death metal, no mesmo ano sairiam Endless Pain (Kreator), Bestial Devastation (Sepultura) e Hell Awaits (Slayer).
O ano de 1986 certamente foi o ano definitivo do death metal, pois nesse ano começam a surgir álbuns cada vez mais rápidos e com sonoridades cada vez mais viscerais, o death metal mostrava sua força e que veio para ficar. Muitos consideram Reign in Blood do Slayer, como influencia principal para tudo o que se viria a chamar death metal depois desse lançamento, apesar de comumente considerarem Slayer uma banda de thrash metal, esse álbum mostrava características fortes de death metal em faixas como "Angel of Death", "Necrophobic" e "Jesus Saves", foi considerado na época um álbum de death metal. Outros álbuns marcantes daquele ano foram INRI (Sarcófago fim de1986) pioneiros com suas metrancas blast beats e rifes rápidos, Pleasure to Kill (Kreator), Antes do Fim (Dorsal Atlântica), Morbid Visions (Sepultura), Obsessed by Cruelty (Sodom), Scream Bloody Gore (Death), Bloody Vengeance (Vulcano), Strappado (Slaughter).

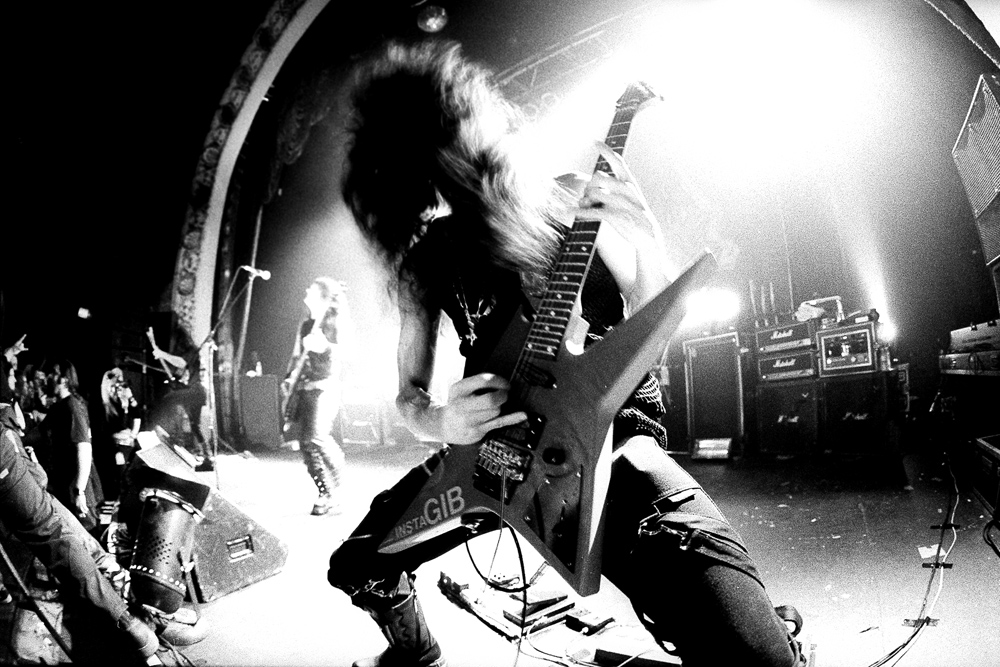
Morbid Angel ao vivo em 2006.

Por volta de 1987 as cenas com mais adeptos do gênero eram na Alemanha com Sodom, Kreator, Minotaur, Poison (não confundir com o Poison americano, que é glam metal), no Brasil com Mutilator, Holocausto, Sepultura, Sarcófago, Dorsal Atlântica e Vulcano, e nos EUA com Possessed, Death e Sadus. Em 1987 o Napalm Death lança o Scum mostrando ao mundo um grindcore cheio de blast beats, que viria a influenciar e muito as bandas surgidas a partir de então.
Em 1989 o Terrorizer lança o World Downfall, álbum que oscila entre death metal e grindcore, considerado por muitos um dos pioneiros do Brutal Death Metal. Nesse mesmo ano o Morbid Angel lançaria o Altars of Madness, considerado um dos maiores clássicos do death metal, esse disco reforça características que se tornaram marcantes no death metal com o passar dos anos como vocal gutural, timbragem grave e blast beats, também foi considerado um marco pelo acréscimo de técnica instrumental diferente das bandas mais antigas, que faziam um som mais cru e direto.

### Anos 1990: A segunda geração

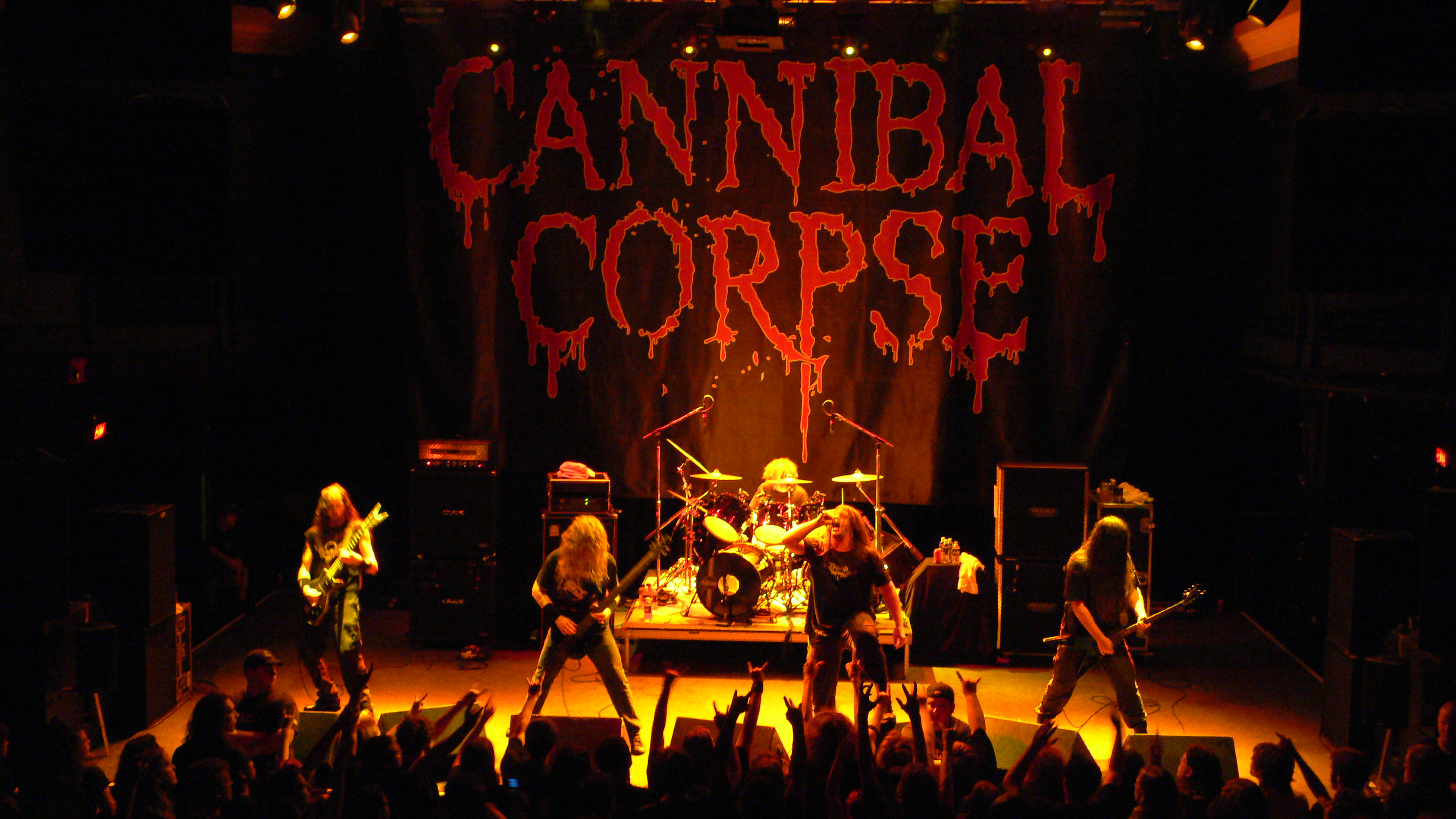
Cannibal Corpse ao vivo em 2006.

A segunda geração foi de fato a responsável pela afirmação e notoriedade do death metal na cena underground atual. Com características mais agressivas e viscerais, devido a influência herdada do grindcore já no fim dos anos 1990, novas bandas surgiram já rotuladas como death metal, diferente da década de 1980 onde as bandas que começaram a formação do death metal eram bandas de thrash que incorporavam certas características que não correspondiam ao thrash metal e que tornavam o som mais agressivo.
Dentre as características que equalizaram o death metal noventista, destacamos, guturais extremamente graves, baixa afinação das guitarras, uso intenso de blast beats (característica herdada do grindcore), melhora considerável nas técnicas musicais, dentre outras muitas características que são evidenciadas nas vertentes que surgiram a partir dessa evolução do death metal. Dentre as bandas pioneiras dessa nova geração, podemos destacar: Carcass, Morbid Angel, Cannibal Corpse, Deicide, Calvary Death, Obituary, Bolt Thrower e Death. Essas bandas lançaram álbuns que se tornaram referência dentro da cena, como os álbuns Symphonies of Sickness e Necroticism - Descanting the Insalubrious da banda Carcass, com temática gore, guturais extremamente graves e um som revolucionador com muita técnica e velocidade aliadas.

## Sub-gêneros
- Blackened Death Metal possui uma temática preponderantemente "satânica", este sub-gênero mistura elementos da sonoridade death metal com o black metal.[14][15] Isso pode incluir: alternância entre vocal gutural e "rasgado"; maior ênfase na técnica musical (diferente da crueza padrão do Black metal); e a inclusão ocasional de riffs mais "melódicos" e complexos que o black metal, e mais sombrio nos climas que o death metal. É intermediário entre os estilos, não propriamente uma sub-divisão do death metal simplesmente. Algumas bandas: Angel Corpse, Behemoth, Dissection, Blasphemy, Belphegor, Crionics,  Sarcófago.[16][17]
- Brutal death metal é o estilo mais extremo do Death Metal, bandas como Krisiun, Nile, Suffocation, Cannibal Corpse e Immolation, entre outros grandes nomes deram início a este estilo, que é caracterizado por um vocal extremamente gutural, com letras cantadas de forma lenta seguindo os riffs da guitarra e com bruscas mudanças de tempo. Entretanto, hoje o conceito do gênero mudou e as bandas consideradas de Brutal death metal soam ainda mais extremas e tem vocais mais brutais do que as antigas, com temática quase obrigatoriamente gore.

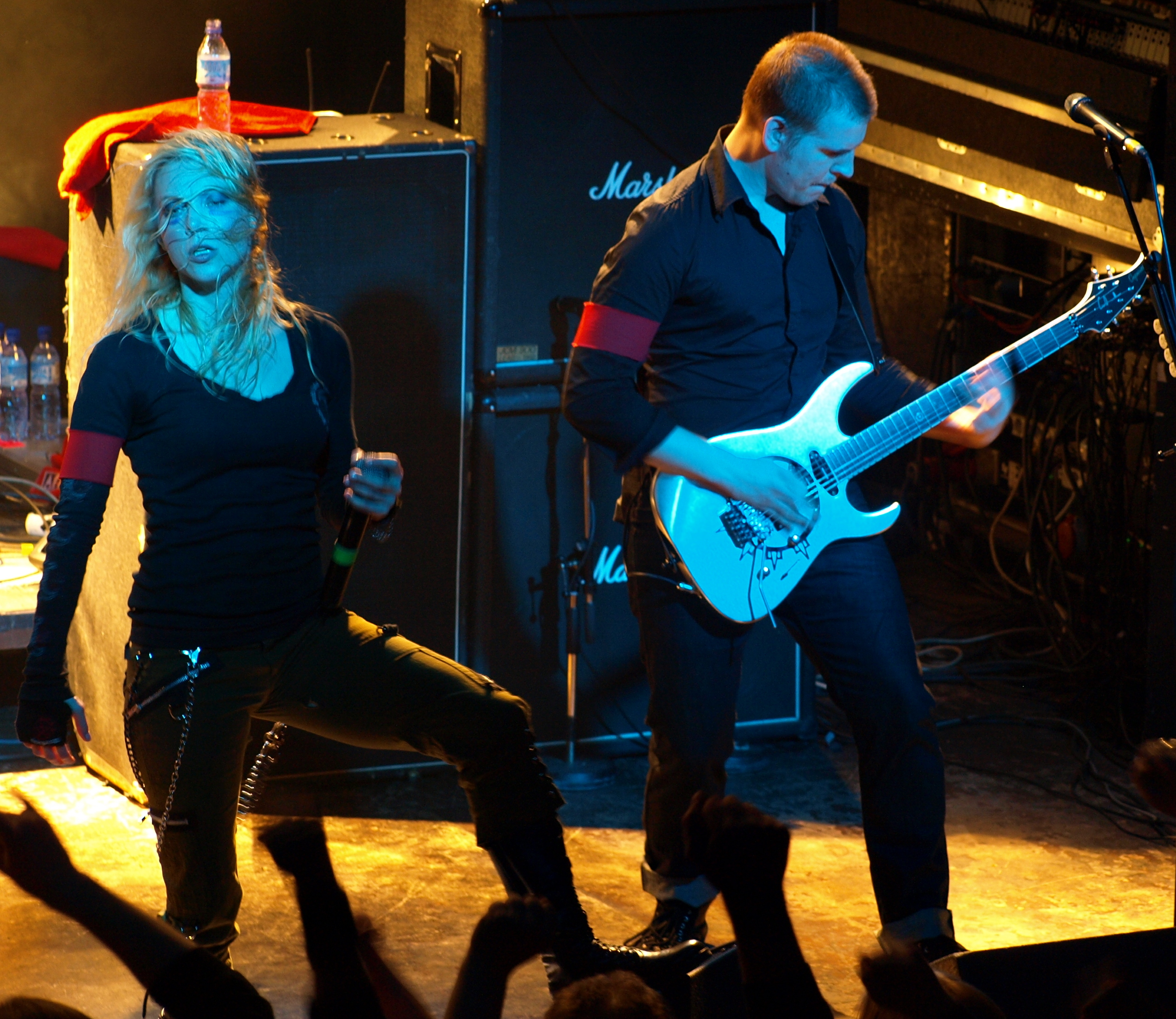
Arch Enemy, uma das mais conhecidas bandas de death metal melódico.

- Death metal melódico apresenta mais melodia e harmonias nas guitarras. Musicalmente, um resgate do NWOBHM ou uma incorporação dos riffs mais "melódicos" do Doom-death metal, acelerando-os. Este subgênero foi associado originalmente ao Carcass que, no disco Heartwork, influenciou as maiores bandas do estilo. Algumas bandas:  Carcass, At the Gates, Dark Tranquillity, Hypocrisy, Arch Enemy, In Flames, Soilwork,  Scar Symmetry, DevilDriver, Wintersun , Children of Bodom e Amon Amarth.
- Death metal técnico e death metal progressivo  incorporam as características de mudança de tempos e ritmos do metal progressivo. O foco é a complexidade musical e a técnica instrumental. Às vezes mostra forte influência do jazz, alternando entre o vocal gutural com a instrumental mais distorcida e agressiva para vocais limpos, ritmo desacelerado, violões, entre outros. Algumas bandas: Atheist, Dying Fetus, Cryptopsy, Cynic, Divine Heresy, Suffocation, Nocturnus, Death (após o lançamento do Human), Necrophagist, Nile, Capharnaum e Brain Drill, Edge of Sanity, Opeth, Extol, Pan-Thy-Monium e Gojira.[18][19]
- Death/doom metal é um sub-gênero que, em princípio, misturava o doom metal "tradicional" do Candlemass e Trouble com o metal extremo do Death e Morbid Angel. Essa mistura incorpora os andamentos lentos, o clima melancólico e os riffs inspirados em Black Sabbath, do Doom, juntando-os à velocidade, os vocais guturais e os riffs atonais do death metal. Várias das bandas que começaram fazendo Death/Doom metal mudaram de estilo posteriormente. Algumas bandas:  Cathedral, Paradise Lost, Anathema, My Dying Bride, Draconian,  Amorphis, The Gathering, Novembers Doom, Acid Witch, Winter, Estatic Fear, Katatonia, Swallow the Sun.[20][21]
- Goregrind, deathgrind e Porngrind são gêneros de fusão do brutal death metal com o grindcore.[22][23] O estilo tem como principais características, andamentos extremamente rápidos da bateria, guitarras distorcidas e que emitem um som abafado, riffs variantes, frequentes mudanças de tempo, músicas de curta duração, em algumas bandas notamos a presença de breakdowns, uma seção da música na qual vários instrumentos têm partes solo, e vocal pig squeal oriundo do grindcore, em geral os vocais são ininteligíveis. As letras das músicas são controversas e geralmente abordam temas relacionados à morte, assassinatos, violência extrema, mutilação, violação de cadáveres, doenças patológicas e em algumas bandas pornografia e sexo explícito. Algumas bandas:  Carcass, Terrorizer, Napalm Death, Brujeria, Cattle Decapitation, Pig Destroyer.[24]
- Deathcore  surgiu com o aumento da popularidade do metalcore, com traços modernos deste estilo têm sido usados no death metal. Bandas como Whitechapel, Carnifex, Chelsea Grin, Betraying the Martyrs e Suicide Silence combinam metalcore com death metal. Características do death metal tais como o andamento rápido e dinâmico na bateria (incluindo a metranca), baixa-sintonia das guitarras, "distorções" e vocais guturais são combinados com riffs mais lentos, cadenciados e breakdowns. No caso de alguns grupos, como Despised Icon e Bring Me the Horizon, temas líricos são menos centrados em morte e violência, e mais em questões pessoais, como a solidão e a condição humana. Este híbrido de metalcore/death metal é frequentemente referido como deathcore.[25]
- Death 'n' roll é um estilo que combina vocais de death metal fortes e riffs de guitarra de baixa afinação altamente distorcidos ao lado de elementos de hard rock e heavy metal dos anos 1970. Exemplos notáveis incluem Carcass (no álbum Swansong) Entombed, Gorefest, Avatar e Six Feet Under.[26]

## Discos importantes do estilo
Alguns dos discos tidos pela crítica como melhores do gênero são:
- Possessed – Seven Churches, Beyond the Gates
- Sepultura – Morbid Visions, Schizophrenia
- Sarcófago - The Laws of Scourge
- Death – Scream Bloody Gore, Leprosy, Human, Symbolic
- Morbid Angel – Altars of Madness, Blessed are the Sick, Covenant
- Carcass - Symphonies of Sickness, Necroticism - Descanting the Insalubrious, Heartwork
- Obituary – Slowly We Rot, Cause of Death
- Autopsy – Severed Survival, Mental Funeral
- Deicide – Deicide, Legion, The Stench of Redemption
- Entombed - Left Hand Path, Clandestine
- Dismember - Like an Ever Flowing Stream
- Suffocation - Effigy of the Forgotten, Breeding the Spawn
- Immolation - Dawn of Possession, Close to a World Below
- Cryptopsy - Blasphemy Made Flesh, None So Vile